# Хата (журнал)
«Хата» — ілюстрований місячник літератури, політики й громадське життя, перший журнал у Канаді, виходив у Вінніпезі 1911 — 12; редактор Я. Крет; співробітники: П. Крат-Терненко, В. Цебрівський, А. Новак, М. Стечишин, О. Жеребко, О. Боян, П. Казан, В. Кудрик та інші.
Крім літературних спроб канадських письменників, у «Хаті» друковано твори Г. Хоткевича, Б. Грінченка, О. Коваленка, переклади з Дж. Лондона та інших; статті про шкільництво, кооперацію, матеріали до історії українців у Канаді тощо.